# بتنرية إبرية
بتنرية إبرية (الاسم العلمي:Byttneria aculeata) هي نوع من النباتات تتبع جنس البتنرية من الفصيلة الخبازية.